# Тылявский раскол
Тыля́вский раскол или Тылявская схизма (пол. schizma tylawska) — термин в католической историографии, обозначающий переход (возвращение)  части лемков, проживавших на территории современного Подкарпатского и Малопольского воеводств в Польше, из грекокатоличества (униатства) в православие. Событие названо именем деревни Тылява, где в 1926 году состоялось собрание лемков, объявивших о своём переходе в православие.

## История
16 ноября 1926 года жители села Тылява и соседнего села Тшчана организовали в Тыляве собрание в присутствии православного епископа Адама (Филиповского) и заявили о своём переходе в православие. На этом собрании было составлено обращение к варшавскому митрополиту Дионисию с просьбой о создании православного прихода. Митрополит Дионисий делегировал из Львова в Тыляву для служения настоятелем тылявского православного прихода иеромонаха Пантелеимона (Рудыка), который вскоре был заменён священником Михаилом Ивасковым. Польские власти первоначально отказались зарегистрировать православный приход. 26 апреля 1928 года польские власти согласились признать православный приход в Тыляве как филиал львовского.
После того начался массовый переход лемков в православие, который происходил в основном до Второй мировой войны. В православие перешли жители сёл Бартне, Бинчарова, Богуша, Чеханя, Чарне, Дешница, Длуге, Избы, Крулёва-Руска, Липна, Липовец, Милик, Мшана, Пёрунка, Поляны, Радоцына, Снетница, Свёнткова-Велька, Свежова-Руска и Воловец. Жители этих сёл переходили в православие либо полным составом либо частично, что приводило к различным конфликтам.
31 октября 1927 года состоялся Синод Польской православной церкви, на котором было решено создать для перешедших в православие лемков девять отдельных приходов. 17 декабря 1927 года во Львове состоялся съезд перешедших в православие лемков, на котором было принято обращение к польским властям о передаче грекокатолических храмов православным. В 1929 году в селе Чаре была основана православная миссия для лемков, которая проводила свою деятельность среди лемков, проживавших на Западной Лемковщине. В июне 1932 года новые православные приходы на Лемковщине посетил православный епископ Симон (Ивановский).
Новые православные приходы столкнулись с противодействием польских властей, которые согласно конкордату с Ватиканом 1925 года не могли переоформлять собственность Католической церкви в государственную. В результате православные приходы не имели экономической базы и собственных церквей. Только в начале 1930-х годов православные приходы стали строить собственные храмы.
Массовый переход лемков в православие завершился в 1934 году, когда была учреждена специальная церковная католическая структура Апостольский экзархат Лемковщины. Из Лемковщины были отозваны украинские униатские священники, а на их место были назначены русинские, симпатизировавшие России. Эти меры привели к прекращению перехода лемков в православие. Считается, что к тому времени в православие перешло около 18 тысяч лемков (до тылявского раскола на Лемковщине проживало несколько десятков тысяч православных).
Православие среди лемков сохранилось и после Второй мировой войны. В 1983 году была учреждена православная Перемышльская и Новосондецкая епархия, которая объединила православные общины на Лемковщине. В настоящее время на Лемковщине действует мужской православный монастырь.
По инициативе епископа Паисия (Мартынюка), 17 сентября 2016 года в селе Тылява проведено центральные торжества по случаю 90-летия возвращения Лемков в Православную церковь.

## Причины
Основной причиной перехода в православие стало изменение византийской литургии грекокатолического богослужения, когда в неё стали вноситься элементы латинского богослужения и необдуманное распространение среди лемков культа святого Иосафата Кунцевича. Кроме того, сыграла роль украинизаторская политика униатского духовенства — выходцев с Западной Украины.
В первую четверть XX века среди лемков занимались проповеднической деятельность православные миссионеры (например, священник Максим Горлицкий), которые способствовали переходу лемков в православие.

## Источник
- Damian Nowak, Przyczynek do historii greckokatolickiego dekanatu dukielskiego, w: Płaj. Almanach karpacki, nr 30 (wiosna 2005), ISSN 12305898
- Roman Dubec, Z dziejów parafii prawosławnych na Łemkowszczyźnie w okresie międzywojennym, Gorlice 2011, ISBN 978-83-63055-98-1